# Michelle Wu
Michelle Wu (en chino 吳弭) (Chicago, Illinois; 14 de enero de 1985) es una abogada, fiscal y política estadounidense de ascendencia taiwanesa. Es miembro del Consejo de la ciudad de Boston y afiliada al Partido Demócrata, y candidata demócrata,donde es la primera mujer alcaldesa de Boston, en más de 201 años de historia de la ciudad.
Es considerada una mujer progresista y protegida de la congresista Elizabeth Warren, la cual fue profesora de Wu. A su vez, Wu fue jefa de la campaña electoral de Warren para las primarias del Partido Demócrata en las Elecciones presidenciales de Estados Unidos de 2020, aunque se retiró para dar su apoyo al posteriormente presidente Joe Biden.

## Biografía
Nació en la ciudad de Chicago. Sus padres, de ascendencia china que emigraron desde Taiwán a los Estados Unidos, se trasladaron, siendo ella pequeña, a la ciudad de Boston; para darle una mejor educación. Años después, sus padres se divorciaron.
Se educó en la Universidad de Harvard, donde se tituló de economista en 2007. En 2013, se graduó en Leyes en la Escuela de Derecho Harvard.

## Vida personal
Se casó con Conor Pewarski en septiembre de 2012, donde vive en Boston con su madre y con sus dos hijos.